# Apseudes vicinus
Apseudes vicinus är en kräftdjursart som beskrevs av Hansen 1913. Apseudes vicinus ingår i släktet Apseudes och familjen Apseudidae. Inga underarter finns listade i Catalogue of Life.